# Dinszawaj
Dinszawaj (arab. دنشواي) – miejscowość w Egipcie, w muhafazie Al-Minufijja. W 2006 roku liczyła 13 018 mieszkańców.